# Reńska Wieś (gmina)
Reńska Wieś (niem. Gemeinde Reinschdorf) – gmina wiejska w województwie opolskim, w powiecie kędzierzyńsko-kozielskim. W latach 1975–1998 gmina położona była w województwie opolskim. Siedzibą gminy jest wieś Reńska Wieś.
W 2006 roku w gminie wprowadzono język niemiecki jako język pomocniczy.
Jest to gmina wiejska. Według danych z roku 2002 gmina Reńska Wieś zajmuje powierzchnię 97,91 km², w tym:
- użytki rolne: 82%
- użytki leśne: 10%

## Demografia
Gmina stanowi 15,66% powierzchni powiatu kędzierzyńsko-kozielskiego. Według danych z 30 czerwca 2004 gminę zamieszkiwały 8732 osoby.
| Opis                              | Ogółem | Ogółem | Kobiety | Kobiety | Mężczyźni | Mężczyźni |
| --------------------------------- | ------ | ------ | ------- | ------- | --------- | --------- |
| jednostka                         | osób   | %      | osób    | %       | osób      | %         |
| populacja                         | 8732   | 100    | 4490    | 51,4    | 4242      | 48,6      |
| gęstość zaludnienia (mieszk./km²) | 89,2   | 89,2   | 45,9    | 45,9    | 43,3      | 43,3      |

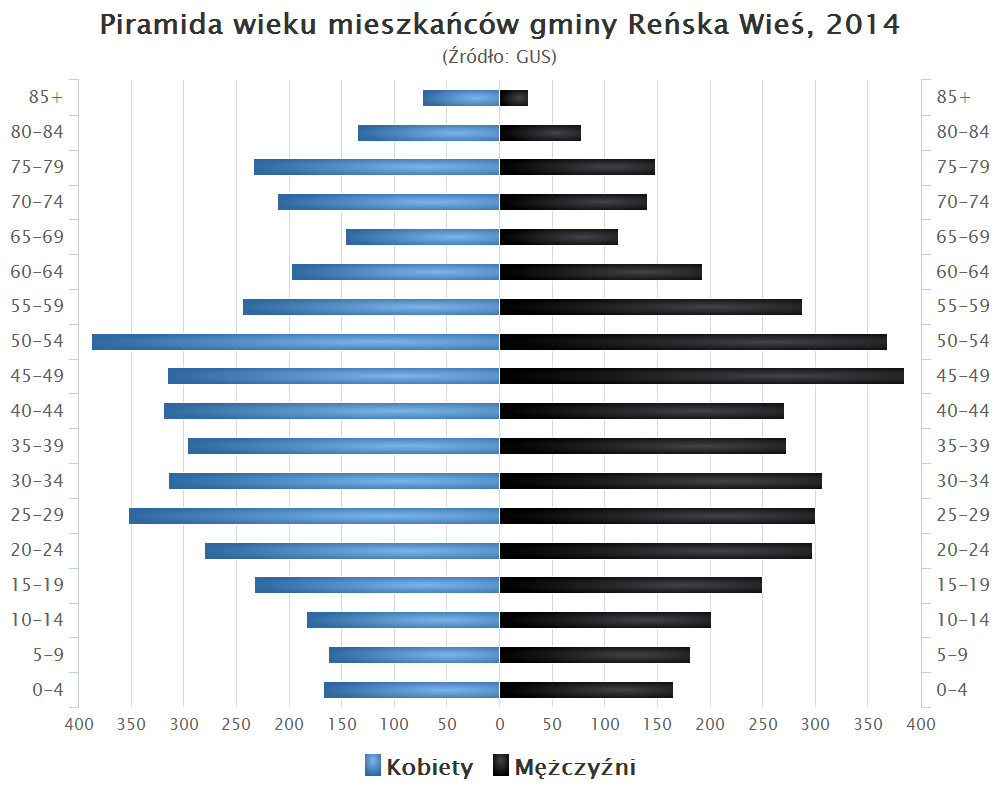
Piramida wieku mieszkańców gminy Reńska Wieś w 2014 roku

Niemal połowa ludności (45%) pracuje w rolnictwie.

## Jednostki podległe
- Przedszkole Publiczne w Mechnicy, ul. Młyńska 40, Mechnica
- Zespół Szkolno-Przedszkolny w Pokrzywnicy, ul. Szkolna 14, Pokrzywnica
- Zespół Szkolno-Przedszkolny w Większycach, ul. Szkolna 4, Większyce
- Zespół Szkolno-Przedszkolny w Długomiłowicach, ul. Parkowa 8,
- Zespół Szkolno-Przedszkolny w Reńskiej Wsi, ul. Raciborska 27, 47-208 Reńska Wieś
- Gminny Ośrodek Kultury w Reńskiej Wsi, ul. Reński Koniec 2, 47-208 Reńska Wieś
- Gminna Biblioteka Publiczna

## Sołectwa gminy Reńska Wieś
| - Bytków - Dębowa - Długomiłowice - Gierałtowice - Kamionka - Komorno - Łężce - Mechnica | - Naczysławki - Poborszów - Pociękarb - Pokrzywnica - Radziejów - Reńska Wieś - Większyce |

## Sąsiednie gminy
Cisek, Głogówek, Kędzierzyn-Koźle, Pawłowiczki, Polska Cerekiew, Walce, Zdzieszowice